# Yoshihito Fujita
Yoshihito Fujita (藤田 祥史, Fujita Yoshihito) est un footballeur japonais né le 13 avril 1983 à Kōbe. Il est attaquant.

## Biographie
Yoshihito Fujita commence sa carrière professionnelle au Sagan Tosu, club de J-League 2.
En 2009, il signe en faveur de l'Omiya Ardija, équipe de J-League 1. Il dispute 34 matchs en 1re division avec ce club, marquant 5 buts.
En 2011, il rejoint le Yokohama FC, puis en 2012 s'engage avec le JEF United Ichihara Chiba.

## Palmarès
- Coupe du japon : 2013